# Calle Doctor Casal
La calle Doctor Casal es una vía pública de la ciudad española de Oviedo.

## Descripción
La vía, que ostenta el título actual desde 1887, discurre desde la calle Uría hasta Nueve de Mayo. Tiene cruces con Melquiades Álvarez y Campoamor. Con el nombre honra al médico y epidemiólogo gerundense Gaspar Casal Julián (1680-1759), que desarrolló parte importante de su carrera en Oviedo. Aparece descrita en El libro de Oviedo (1887) de Fermín Canella y Secades con las siguientes palabras:

Casal.—Por acuerdo municipal de 1887 á petición de la Asociación Asturiana de Ciencias Médicas y en honor del llamado Hipócrates asturiano Dr. D. Gaspar Casal, que prestó á esta ciudad y provincia inolvidables servicios desde 1717 á 1740.—Ent.: Uría.—Conc.: Portugalete.
(Canella y Secades, 1887, p. 107)